# Лі Йон Джин (футболіст, 1963)
Лі Йон Джин (кор. 이영진, нар. 27 жовтня 1963, Сеул) — південнокорейський футболіст, що грав на позиції півзахисника. Згодом — футбольний тренер.
Протягом усієї ігрової кар'єри грав за клуб «Аньян ЕлДжі Чітас», а також національну збірну Південної Кореї.

## Клубна кар'єра
Народився 27 жовтня 1963 року в місті Сеул. Займався футболом у команді університету Інчхона.
У дорослому футболі дебютував 1986 року виступами за команду клубу «Аньян ЕлДжі Чітас», кольори якої і захищав протягом усієї своєї кар'єри гравця, що тривала дванадцять років.

## Виступи за збірну
1989 року дебютував в офіційних матчах у складі національної збірної Південної Кореї. Протягом кар'єри у національній команді, яка тривала 6 років, провів у формі головної команди країни 51 матч, забивши 1 гол.
У складі збірної був учасником чемпіонату світу 1990 року в Італії, чемпіонату світу 1994 року у США. На першому з цих турнірів взяв участь лише в одній грі групового етапу проти збірної Бельгії, вийшовши на заміну на початку другого тайму. На другому ж для себе мундіалі грав в усіх трьох матчах команди, в яких вона здобула дві нічиї і, посівши третє місце у групі, не змогла вийти до наступного етапу змагання.

## Тренерська робота
В останній рік виступів на футбольному полі став граючим тренером. Після завершення кар'єри гравця лишився в рідному клубі «Аньян ЕлДжі Чітас» (який згодом змінив назву на «Сеул»), ставши одним з тренерів команди. Залишив клуб у 2005, проте вже 2007 року до нього повернувся, ставши на наступні два роки асистенто головного тренера «Сеула».
Протягом 2010-2011 і згодом протягом 2014-2016 років очолював тренерський штаб команди «Тегу».
| Дата       | Місто        | Господарі         | Результат             | Гості          | Турнір                     | Голи | Примітки |
| ---------- | ------------ | ----------------- | --------------------- | -------------- | -------------------------- | ---- | -------- |
| 23-5-1989  | Сеул         | Південна Корея    | 3 – 0                 | Сінгапур       | Відбір до ЧС 1990          | -    |          |
| 25-5-1989  | Сеул         | Південна Корея    | 9 – 0                 | Непал          | Відбір до ЧС 1990          | 1    | 69'      |
| 3-6-1989   | Сінгапур     | Непал             | 0 – 4                 | Південна Корея | Відбір до ЧС 1990          | -    |          |
| 5-6-1989   | Сінгапур     | Малайзія          | 0 – 3                 | Південна Корея | Відбір до ЧС 1990          | -    | 66'      |
| 7-6-1989   | Сінгапур     | Сінгапур          | 0 – 3                 | Південна Корея | Відбір до ЧС 1990          | -    |          |
| 10-8-1989  | Лос-Анджелес | Мексика           | 4 – 2                 | Південна Корея | Кубок Marlboro 1989        | -    | 46'      |
| 16-10-1989 | Сінгапур     | Південна Корея    | 1 – 0                 | Північна Корея | Відбір до ЧС 1990          | -    | 71'      |
| 20-10-1989 | Сінгапур     | КНР               | 0 – 1                 | Південна Корея | Відбір до ЧС 1990          | -    | 66'      |
| 25-10-1989 | Сінгапур     | Саудівська Аравія | 0 – 2                 | Південна Корея | Відбір до ЧС 1990          | -    |          |
| 10-2-1990  | Аттард       | Мальта            | 1 – 2                 | Південна Корея | Турнір Rothmans            | -    | 73'      |
| 12-6-1990  | Верона       | Бельгія           | 2 – 0                 | Південна Корея | ЧС 1990 - 1-й етап         | -    | 46'      |
| 27-7-1990  | Пекін        | Південна Корея    | 2 – 0                 | Японія         | Кубок Династії 1990        | -    |          |
| 29-7-1990  | Пекін        | Південна Корея    | 1 – 0                 | Північна Корея | Кубок Династії 1990        | -    |          |
| 31-7-1990  | Пекін        | Південна Корея    | 1 – 0                 | КНР            | Кубок Династії 1990        | -    |          |
| 3-8-1990   | Пекін        | КНР               | 1 – 1 д.ч. (4-5 п.п.) | Південна Корея | Кубок Династії 1990        | -    | ?'       |
| 6-9-1990   | Сеул         | Південна Корея    | 1 – 0                 | Австралія      | товариський матч           | -    |          |
| 9-9-1990   | Пусан        | Південна Корея    | 1 – 0                 | Австралія      | товариський матч           | -    | 58'      |
| 23-9-1990  | Пекін        | Південна Корея    | 7 – 0                 | Сінгапур       | Літні Азійські ігри 1990   | -    |          |
| 27-9-1990  | Пекін        | Південна Корея    | 2 – 0                 | КНР            | Літні Азійські ігри 1990   | -    |          |
| 1-10-1990  | Пекін        | Південна Корея    | 1 – 0                 | Кувейт         | Літні Азійські ігри 1990   | -    |          |
| 3-10-1990  | Пекін        | Південна Корея    | 0 – 1                 | Іран           | Літні Азійські ігри 1990   | -    |          |
| 5-10-1990  | Пекін        | Південна Корея    | 1 – 0                 | Таїланд        | Літні Азійські ігри 1990   | -    |          |
| 11-10-1990 | Пхеньян      | Північна Корея    | 2 – 1                 | Південна Корея | товариський матч           | -    |          |
| 23-10-1990 | Сеул         | Південна Корея    | 1 – 0                 | Північна Корея | товариський матч           | -    | 82'      |
| 7-6-1991   | Сеул         | Південна Корея    | 0 – 0                 | Єгипет         | Кубок Президента 1991      | -    |          |
| 9-6-1991   | Теджон       | Південна Корея    | 3 – 0                 | Індонезія      | Кубок Президента 1991      | -    | 46'      |
| 11-6-1991  | Кванджу      | Південна Корея    | 1 – 1                 | Мальта         | Кубок Президента 1991      | -    | 46'      |
| 14-6-1991  | Сеул         | Південна Корея    | 0 – 0 д.ч. (4-3 п.п.) | Австралія      | Кубок Президента 1991      | -    |          |
| 16-6-1991  | Сеул         | Південна Корея    | 2 – 0                 | Єгипет         | Кубок Президента 1991      | -    |          |
| 27-7-1991  | Нагасакі     | Японія            | 0 – 1                 | Південна Корея | Щорічний матч Корея-Японія | -    |          |
| 22-8-1992  | Пекін        | Південна Корея    | 0 – 0                 | Японія         | Кубок Династії 1992        | -    |          |
| 24-8-1992  | Пекін        | Північна Корея    | 1 – 1                 | Південна Корея | Кубок Династії 1992        | -    |          |
| 26-8-1992  | Пекін        | КНР               | 0 – 2                 | Південна Корея | Кубок Династії 1992        | -    | 53'      |
| 29-8-1992  | Пекін        | Японія            | 2 – 2 д.ч. (4-2 п.п.) | Південна Корея | Кубок Династії 1992        | -    | 64'      |
| 16-2-1994  | Чханвон      | Південна Корея    | 1 – 2                 | Румунія        | товариський матч           | -    |          |
| 26-2-1994  | Лос-Анджелес | Колумбія          | 2 – 2                 | Південна Корея | товариський матч           | -    |          |
| 12-3-1994  | Фуллертон    | США               | 1 – 1                 | Південна Корея | товариський матч           | -    |          |
| 1-5-1994   | Сеул         | Південна Корея    | 2 – 2                 | Камерун        | товариський матч           | -    | 70'      |
| 5-6-1994   | Бостон       | Еквадор           | 2 – 1                 | Південна Корея | товариський матч           | -    | 46'      |
| 11-6-1994  | Даллас       | Гондурас          | 0 – 3                 | Південна Корея | товариський матч           | -    | 46'      |
| 17-6-1994  | Даллас       | Іспанія           | 2 – 2                 | Південна Корея | ЧС 1994 - 1-й етап         | -    |          |
| 23-6-1994  | Фоксборо     | Південна Корея    | 0 – 0                 | Болівія        | ЧС 1994 - 1-й етап         | -    |          |
| 27-6-1994  | Даллас       | Німеччина         | 3 – 2                 | Південна Корея | ЧС 1994 - 1-й етап         | -    | 39'      |
| 11-9-1994  | Каннин       | Південна Корея    | 1 – 0                 | Україна        | товариський матч           | -    |          |
| 13-9-1994  | Сеул         | Південна Корея    | 2 – 0                 | Україна        | товариський матч           | -    | 87'      |
| 19-9-1994  | Сеул         | Південна Корея    | 0 – 0                 | ОАЕ            | товариський матч           | -    |          |
| 1-10-1994  | Ономіті      | Південна Корея    | 11 – 0                | Непал          | Літні Азійські ігри 1994   | -    | 46'      |
| 5-10-1994  | Хіросіма     | Південна Корея    | 2 – 1                 | Оман           | Літні Азійські ігри 1994   | -    |          |
| 11-10-1994 | Хіросіма     | Японія            | 2 – 3                 | Південна Корея | Літні Азійські ігри 1994   | -    |          |
| 13-10-1994 | Хіросіма     | Узбекистан        | 1 – 0                 | Південна Корея | Літні Азійські ігри 1994   | -    |          |
| 15-10-1994 | Хіросіма     | Кувейт            | 2 – 1                 | Південна Корея | Літні Азійські ігри 1994   | -    |          |
| Усього     |              | Матчів            | 51                    |                | Голів                      | 1    |          |

## Титули і досягнення
- Бронзовий призер Азійських ігор: 1990